# أوتليا برازيلية
أوتليا برازيلية (الاسم العلمي:Ottelia brasiliensis) هي نوع من النباتات يتبع جنس الأوتليا من الفصيلة الحب المائية.